# Ichthyophis daribokensis
Ichthyophis daribokensis é uma espécie de anfíbio anuro da família Ichthyophiidae. Está presente na Índia. A UICN classificou-a como pouco preocupante.